# SS Vedic
SS Vedic foi um navio de passageiros com acomodações em classe única, construído em 1918 no estaleiro Harland and Wolff, e operado pela White Star Line. Foi o primeiro navio da companhia a ser movimentado exclusivamente por motores a turbina.

## Carreira
Após sua conclusão no dia 10 de julho de 1918, ele foi requisitado como um navio de tropas para atuar na Primeira Guerra Mundial, o navio foi totalmente reequipado.
Depois da guerra, a partir de 1920 até o ano de 1925, o Vedic operou como um transatlântico, navegando de Liverpool para a Austrália no transporte de imigrantes.
Em 1934, a White Star Line se fundiu com sua principal companhia rival, Cunard Line, formando a Cunard-White Star Ltd. A empresa recém-formada decidiu retirá-lo de serviço, devido sua idade e estado. Ele foi um dos primeiros navios que a Cunard-White Star enviou para desmantelamento. Vedic foi desmantelado em Rosyth.